# I sarcofagi del sesto continente
I sarcofagi del sesto continente è il dodicesimo racconto, in due volumi, della serie a fumetti dedicata a Blake e Mortimer, scritto da Yves Sente e disegnato da André Juillard, basato sui personaggi creati da Edgar P. Jacobs. I due volumi costituiscono il sedicesimo e diciassettesimo album della serie. 
L'avventura venne pre-pubblicata sul quotidiano Le Temps dal 30 giugno 2003, per poi essere pubblicata in due album con le Éditions Blake et Mortimer, il 15 novembre 2003 per il primo volume e il 20 ottobre 2004 per il secondo. La storia è stata tradotta in più di sei lingue. 
Anche il duo Sente-Juillard decise di creare una storia a tema fantascientifico. Inoltre, viene esplorata per la prima volta la psicologia dei personaggi attraverso il racconto della loro giovinezza e del loro primo incontro. 

## Trama

### Tomo 1:La minaccia universale
Febbraio 1958, Simla. I più importanti maharaja indiani si radunano da Acoka, ex imperatore risuscitato dell'India, che annuncia lo sviluppo di una nuova arma che consentirà all'India di vendicarsi dell'Occidente. Dopo il suo discorso, Acoka incontra il maggiore Varitch dell'Armata Rossa, che decide di prendere parte all'operazione accordandosi con l'imperatore per vendicarsi di Blake e Mortimer. 
Molti anni prima, un giovane Philip Mortimer fa ritorno per la prima volta in India per rivedere i suoi genitori. A Bombay, viene in aiuto di un connazionale, Francis Blake, aggredito da un gruppo di estremisti indipendenti. I due giovani fanno amicizia durante il viaggio in treno. Dopo essere sfuggito a un attentato su un treno appena partito dalla stazione di Ambala, Philip arriva finalmente a Simla dove trova i suoi genitori. Il giorno dopo, va a trovare un suo amico d'infanzia, Sushil, che si rivela però essere molto freddo con lui. Invitato ad ascoltare il discorso di Acoka, il giovane ragazzo scozzese finisce per innamorarsi della principessa Gita, figlia dell'imperatore. Durante una festa organizzata dai Mortimers in onore del loro figlio, Acoka appare improvvisamente e ordina agli ospiti di lasciare il suo paese e a Philip di stare lontano da sua figlia. Archibald Mortimer, deluso dall'atteggiamento del figlio, decide di rimandarlo in Inghilterra il giorno successivo. Durante la notte, Philip va a un appuntamento prefissato con Gita ma, arrivando tardi, non riesce a trovarla. Il giorno successivo, alla stazione di Simla, Mortimer incontra Acoka, che lo accusa di aver causato il suicidio di sua figlia maledicendolo. 
Di nuovo nel febbraio 1958, a Londra, Mortimer è in partenza per Bruxelles, dove si terrà l'Esposizione Universale e dove il professore parteciperà nel padiglione britannico. Intanto, in Antartide, il professor Anartapur supervisiona lo scarico di fragili attrezzature per la base indiana di Gondwana. In una cavità sotterranea segreta sotto la base, il professore trova Acoka e il maggiore Varitch, in compagnia del colonnello Olrik. L'imperatore spiega a quest'ultimo che dovrà collaborare al suo piano e che avrà l'opportunità di vendicarsi di Mortimer. A Bruxelles, Mortimer mostra a Blake il padiglione britannico dove è stato installato un collegamento radio permanente con la base antartica di Halley. Al padiglione francese, i due amici incontrano il professor Labrousse, in partenza per la base antartica francese. 
Per strada, un ciclista lascia un messaggio a Blake, che lo costringe a confessare all'amico il vero scopo della sua visita a Bruxelles: un complotto contro l'Occidente fomentato da diversi paesi del Terzo mondo sarebbe collegato al traffico di uranio all'Esposizione universale. Il messaggio suggerisce sorvegliare il padiglione congolese, perciò i due amici decidono di dare un'occhiata. In Antartide, Acoka invia lo spirito di Olrik per sabotare l'Esposizione universale: immerso in un sarcofago, lo spirito di Olrik viene trasmesso attraverso un collegamento radio tra il padiglione e la base britannica. Poco dopo, a Bruxelles, tutte le apparecchiature elettriche vicine a Blake e Mortimer iniziano a lampeggiare e ad agitarsi, provocando numerosi danni nel padiglione congolese. 
Blake e Mortimer incontrano il loro vecchio amico e servitore Ahmed Nasir, ora un agente dell'intelligence indiana. I tre sono sicuri che ci sia una spia nella squadra del padiglione britannico. Nasir si unsce quindi alla squadra per scoprire il traditore, mentre Blake e Mortimer si recano al padiglioni sovietico e a quello americano, dove, improvvisamente, gli strani fenomeni si ripresentano fino all'apparizione della faccia di Olrik su uno schermo. I due amici comprendono che il legame tra il padiglione e la base britannica è legato ai fenomeni e Nasir rivela loro che Badju Singh, assistente di Mortimer, è il traditore. La stessa sera, i tre amici lo seguono e lo scoprono mentre scambia un pacchetto di uranio con Bert Van den Brand, il caposquadra del padiglione congolese. Arrestato grazie all'intervento del congolese Mukeba, Van den Brand riferisce loro che Singh è in partenza per la base antartica indiana a bordo del mercantile Ravi Kuta. Blake, Mortimer e Nasir decidono quindi di unirsi al professor Labrousse in Sudafrica, per imbarcarsi con lui sulla nave La Madeleine in direzione dell'Antartide. 

### Tomo 2:Il duello degli spiriti
Blake, Mortimer e Nasir atterrano a Cape Town, in Sudafrica, dove però la nave La Madeleine è già partita. Fortunatamente, Lord Auchentosham, miliardario protettore della natura, offre loro la possibilità di raggiungere La Madeleine grazie al suo idrovolante. Una volta a bordo della nave, i tre amici spiegano il motivo della loro presenza al professor Labrousse. Per poter intercettare il pacchetto di uranio Singh, faranno credere alla Ravi Kuta che la loro nave è stata bloccata dalla tempesta del giorno precedente e che una persona si è gravemente ferita e necessita di cure. Così, Nasir sale a bordo del mercantile indiano riuscendo a sabotare i suoi motori, permettendo a Blake e Mortimer di arrivare prima degli indiani alla base britannica ad Halley. Ma uno scambio radiofonico del capitano de La Madeleine rivela l'arrivo dei due britannici ad Acoka, e quest'ultimo ordina ai suoi uomini di invadere la base di Halley. 
Il giorno dopo, Blake e Mortimer sbarcano alla base dove vengono però catturati dagli indiani. Blake riesce a fuggire grazie a una slitta trainata da cani e finisce nel mezzo di una bufera di neve fino ad arrivare alla base sovietica. Tuttavia qui incontra il maggiore Varitch, pronto a ucciderlo per vendicarsi, ma Blake fugge in motoslitta e raggiunge la base francese. Grazie a un sottomarino inventato dal professor Labrousse che permette di muoversi nel ghiaccio, il Subglacior, i francesi arrivano ad Halley e liberano i loro colleghi britannici. Tutti insieme, si dirigono verso la base indiana. Intanto, Mortimer viene scortato alla base indiana dove Acoka gli spiega il funzionamento della sua arma e annuncia che il professore farà da seconda cavia dopo Olrik. Mentre il professore si prepara ad entrare nel sarcofago, Nasir, travestitosi da Badju Singh, interviene. Nel frattempo, il Subglacior emerge nella base, scatenando una sparatoria dove i francesi e gli inglesi riescono ad avere la meglio. Ma Acoka e il suo assistente Radjak si rifugiano in una gabbia elettromagnetica con Mortimer e Nasir, mentre i terremoti dovuti alla dorsale medio-indiana minacciano la base. 
L'alimentazione della base Gondwana è fornita dai sovietici, perciò Blake si dirige verso la loro base per trattare con loro. Così, riesce a convincere il tenente del maggiore Varitch, ucciso da un crollo, a staccare l'alimentazione. Alla base indiana, un nuovo terremoto fa precipitare Acoka in una faglia e ferisce gravemente Radjak. Mentre Labrousse ripara il Subglacior danneggiato, Radjak spiega a Mortimer per cosa Acoka lo ha incolpato. In India, il suo amore per la principessa Gita aveva reso gelosa il suo amico d'infanzia Sushil. La notte in cui i due amanti si sarebbero dovuti incontrati, Sushil tentò di uccidere la principessa preso dalla collera facendo credere ad Acoka che fosse stato Mortimer ad ucciderla. Ma alla fine Radjak confessò la verità al suo maestro che giustiziò Sushil. Dei contadini trovarono la principessa, che era sopravvissuta, e Acoka decise di nasconderle la verità, facendole credere che fosse stato Mortimer a volerla uccidere. Un giorno però, Acoka tornò da solo, diverso, da un viaggio con sua figlia. Mortimer capisce quindi che Acoka è in realtà la principessa Gita. 
La principessa riappare e minaccia di uccidere Nasir se gli inglesi non riaccendono l'alimentazione. Una volta riattivata, Gita invia lo spirito di Olrik a sabotare l'Esposizione Universale, ma consente a Mortimer di usare il secondo sarcofago per impedirglielo. Mortimer si ritrova quindi sotto forma di onde elettromagnetiche a Bruxelles, dove si scontra con Olrik. Ma il professore ha un piano: mentre Labrousse distrae Gita alla base, i due nemici, in fase di tregua, riprendono i loro corpi. La furiosa principessa si lancia su Nasir per ucciderlo ma il professore le spara uccidendola. 
Un nuovo terremoto fa crollare l'intera base. Mortimer, Nasir e Labrousse hanno appena il tempo di fuggire a bordo del Subglacior, abbandonando Olrik. Ma un'enorme scheggia rocciosa sperona il sommergibile avvicinandolo alla lava di un vulcano sottomarino. Una grande esplosione li proietta fuori incagliando il sottomarino su un iceberg staccato dalla banchisa. Grazie ad un trasmettitore di Mortimer, l'idrovolante di Lord Auchentosham riesce a localizzarli. I protagonisti si riuniscono su La Madeleine raccontandosi i fati accaduti poco prima. Il 17 aprile 1958 Blake, Mortimer e Labrousse assistono all'inaugurazione dell'Esposizione universale da parte del re, Baldovino del Belgio. La storia termina nella base antartica indiana, dove Olrik si risveglia nel suo sarcofago. 
Yves Sente e André Juillard rimandano a diversi album precedenti di Edgar P. Jacobs riportando personaggi: Ahmed Nasir, ex servitore e amico dei due eroi ( Le Secret de l'Espadon, Le Mystère de la Grande Pyramide e La Marque jaune ), Professor Labrousse, meteorologo francese ( SOS Meteora ) e Mrs, padrona di casa di Blake e Mortimer a Londra ( The Yellow Mark ). Si riferiscono anche a The Voronov Machination con il personaggio del maggiore Varitch, un ufficiale sovietico, e The Strange Rendezvous con quello del dottor Ramirez, un fisico americano.

## Luoghi
L'avventura comincia in India per poi svolgersi a Bruxelles in Belgio e poi in Antartide. La storia passa rapidamente anche attraverso Londra nel Regno Unito e Città del Capo in Sudafrica . 

Alcuni luoghi presenti nell'avventura
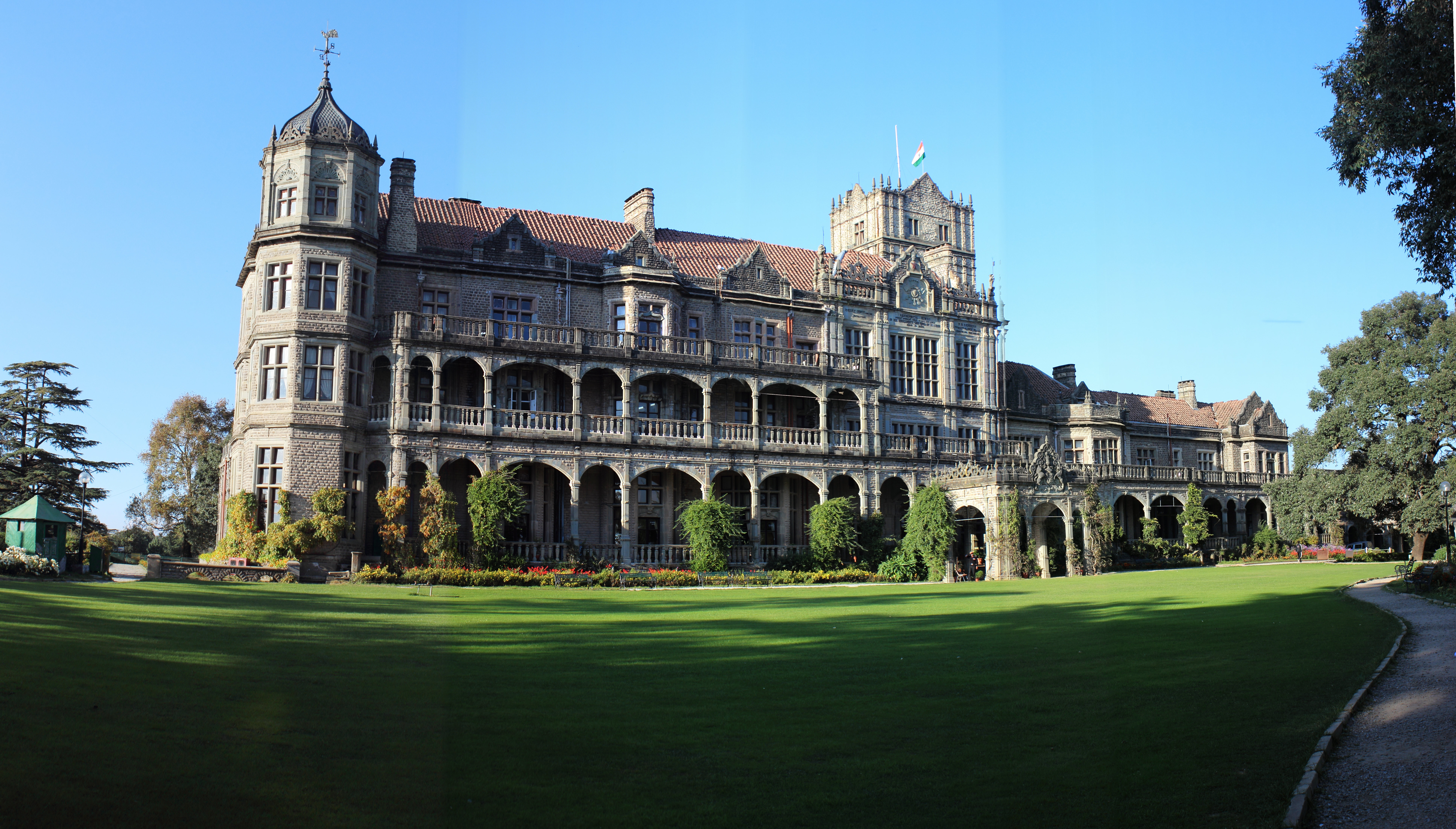
Il palazzo del viceré (attuale Indian Institute of Advanced Study)
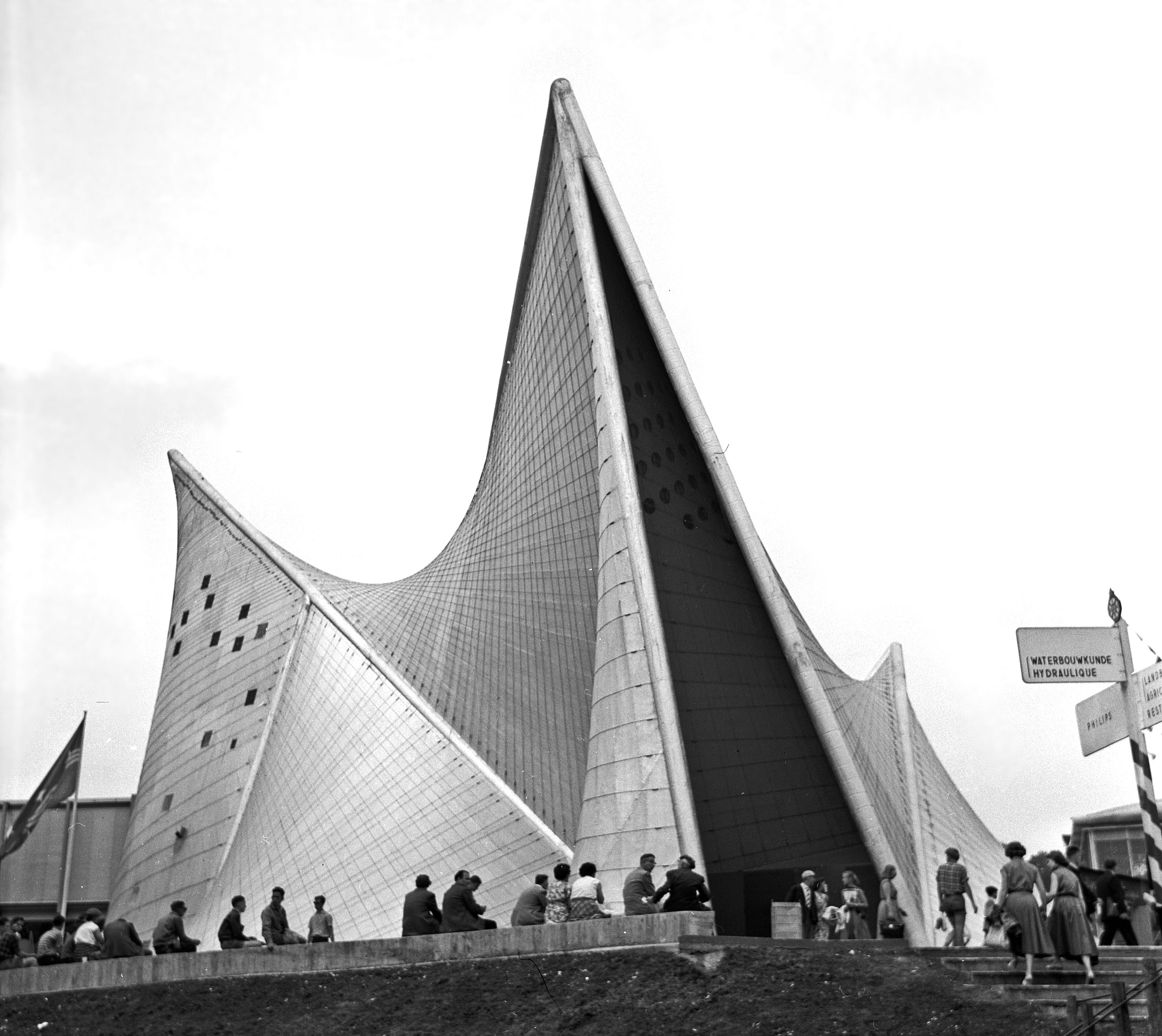
Il padiglione Philips di Le Corbusier.
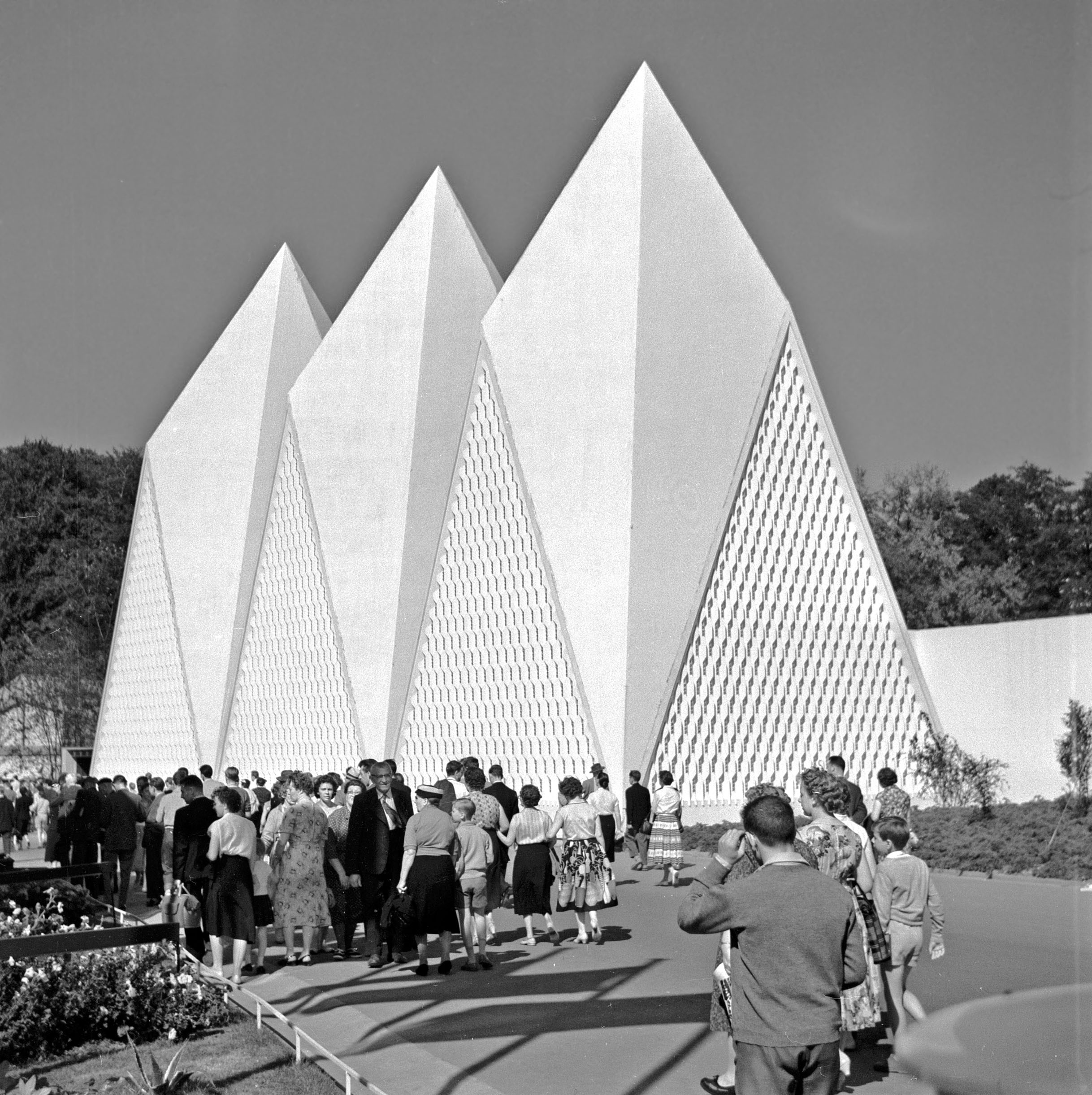
Il padiglione britannico.
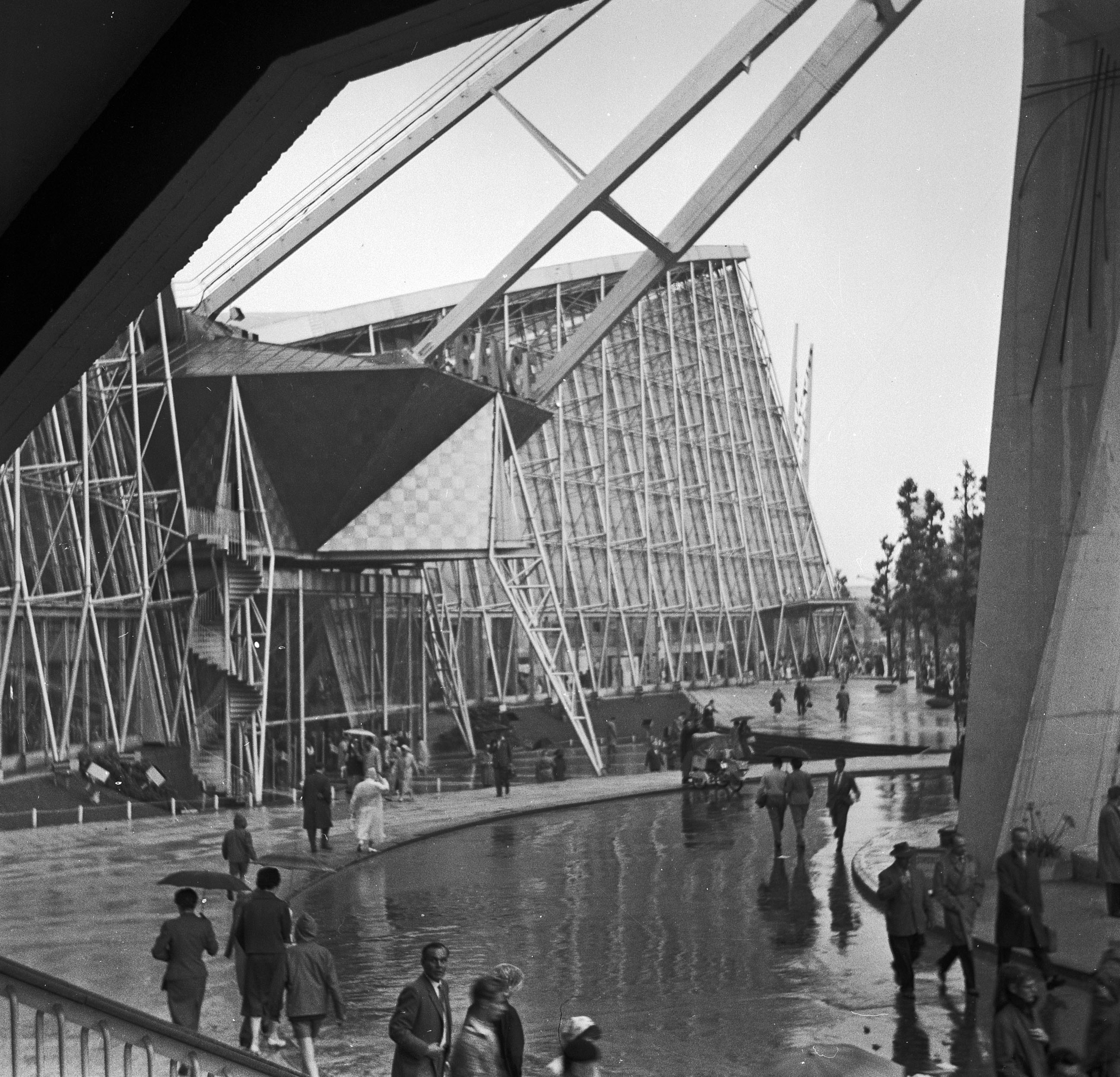
Il padiglione francese.
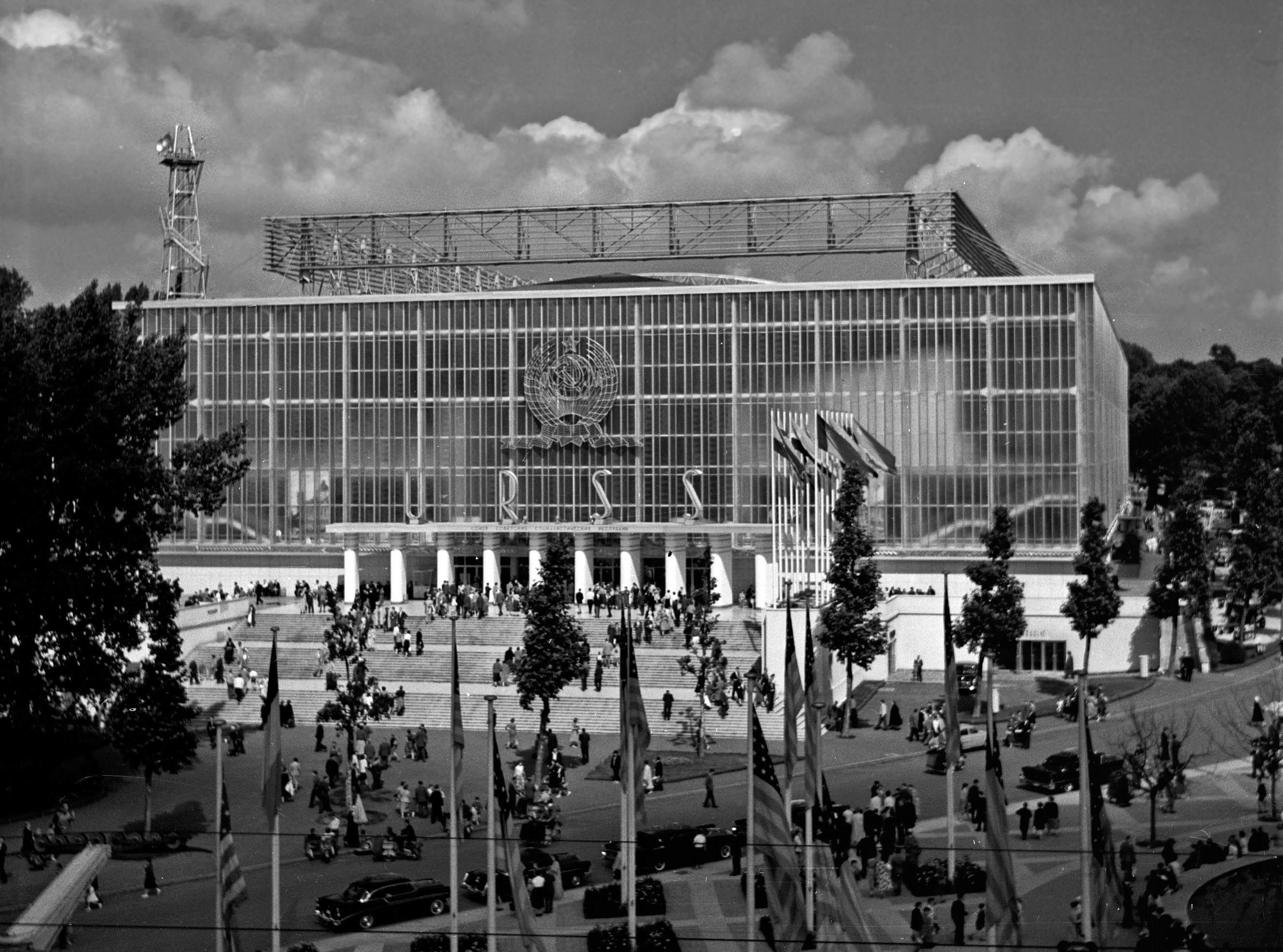
Il padiglione sovietico.

## Storia editoriale
Dopo aver collocato La macchinazione Voronov nel 1957, Yves Sente decise di localizzare la sua nuova avventura nel 1958. In quanto belga, scelse di ambientare la storia durante l'Esposizione universale del 1958 di Bruxelles. Questa situazione gli consentì di inserire tutte le potenze mondiali. Ma il disegnatore André Juillard volle esplorare anche la psicologia dei personaggi, che fino a quel momento non era mai stata indagata. Consigliò così a Sente di fare affidamento sulla biografia dei personaggi scritta da Jacobs in Un opéra de papier. Sente quindi scrisse un flashback sul primo incontro di Blake e Mortimer. Data la lunghezza della storia, fu necessario trasformarla in un dittico. 

## Analisi

### Sfondo realistico
Per le scene ambientate in India, gli autori hanno ripreso il contesto della decolonizzazione con il movimento per l'indipendenza dell'India. Hanno anche inserito in una scena Mahatma Gandhi, guida spirituale del paese e figura di non violenza. Si riferiscono anche ad Ashoka (o Acoka), terzo imperatore indiano della dinastia Maurya nel III secolo A.C. . 
In Belgio, hanno inserito le scena durante l'Esposizione universale del 1958 a Bruxelles, ancora nel contesto della guerra fredda, e hanno progettato i padiglioni dei diversi paesi. Nel finale appare anche il re belga, Baldovino, durante l'inaugurazione avvenuta il 17 aprile 1958. 
Parte della storia è ambientata in Antartide dove si trovano basi di diverse nazionalità.   

### Riferimenti
Yves Sente e André Juillard fanno riferimento a diversi album precedenti di Jacobs riportando in scena alcuni personaggi: Ahmed Nasir, ex servitore e amico dei due eroi (Il segreto dell'Espadon, Il mistero della grande piramide e Il Marchio giallo), il Professor Labrousse, meteorologo francese (S.O.S. Meteore) e la signora Benson, padrona di casa di Blake e Mortimer a Londra (Il Marchio giallo).  Si fa riferimento anche a La macchinazione Voronov con il personaggio del maggiore Varitch, un ufficiale sovietico, e Lo strano appuntamento con quello del dottor Ramirez, fisico americano.   

## Sequel
Nel 2008, Yves Sente e André Juillard pubblicarono Il santuario di Gondwana, album che è il seguito de I sarcofagi del sesto continente. Infatti è ambientato tre mesi dopo la fine dei due volumi de I sarcofagi del sesto continente. Si ritiene infatti che i tre album formino un trittico. 